# Cyrtandra ramosissima
Cyrtandra ramosissima là một loài thực vật có hoa trong họ Tai voi. Loài này được Rock mô tả khoa học đầu tiên năm 1919.